# Список замків Румунії
На території Румунії знаходиться велика кількість замків та фортець різних часових епох, що демонструють унікальне різноманіття архітектурних стилів та в повній мірі відображають національні традиції. Далі наведено список з найвідоміших фортифікаційних споруд країни за регіонами.

## Основний список
| Зображення | Назва                            | Румунська назва                   | Дата спорудження | Місцезнаходження                 | Спорудник                                                          | Інші відомості                                                                                    |
| ---------- | -------------------------------- | --------------------------------- | ---------------- | -------------------------------- | ------------------------------------------------------------------ | ------------------------------------------------------------------------------------------------- |
|            | Замок Гуньяді                    | Castelul Huniade                  | 1443 — 1447      | Тімішоара                        | Угорський воєвода Янош Гуньяді                                     | Розташування Історичної секції Музею Банату.                                                      |
|            | Королівський замок Севиршіна     | Castelul regal de la Săvârşin     | 1650 — 1680      | комуна Севиршін, повіт Арад      |                                                                    | Маєток колишньої румунської королівської сім'ї.                                                   |
|            | Замок Бран                       | Castelul Bran                     | 1211 — 1377      | комуна Бран, повіт Брашов        | Місцеві жителі                                                     | За легендою тут зупинявся під час своїх походів Влад III Дракула.                                 |
|            | Замок Міко                       | Castelul Mikó                     | 1623 — 1631      | місто Меркуря-Чук, повіт Гаргіта | Ференц Міко (1585–1635), жупан комітату Чук в Королівстві Угорщина |                                                                                                   |
|            | Замок Маґна куріа (Великий двір) | Magna Curia                       | 1582 — 1621      | місто Дева, повіт Гунедоара      | Капітан гарнізону Девської фортеці Франциск Ґесті                  | Колишня резиденція Сигізмунда Баторі, Іштвана Бочкай, Габора Бетлена.                             |
|            | Замок Корвінів (Гуньяді)         | Castelul Hunedoarei               | XIV ст.          | місто Гунедоара                  | Угорський воєвода Янош Гуньяді (1387-1456)                         |                                                                                                   |
|            | Палац культури                   | Palatul Culturii din Iaşi         | 1906 — 1925      | місто Ясси                       | Архітектор Йон Д. Беріндей (1871-1928)                             | Має 298 кімнат загальною площею 36,000 м². Нині входить до комплексу Національного музею Румунії. |
|            | Замок Стурдза                    | Castelul Sturdza de la Miclăușeni | 1880 — 1904      | село Міклеушені, Ясський повіт   | Проект архітектора Юлійса Рейнеке на замовлення Ґеорґе Стурдза     | Резиденція Митрополита Молдови та Буковини.                                                       |
|            | Замок Пелеш                      | Castelul Peleş                    | 1873 — 1914      | місто Сіная, повіт Прахова       | План архітектора Іоанна Шульца на замовлення Кароля I              | Вартість будівництва склала 16 млн золотих леїв.                                                  |
|            | Замок Пелішор                    | Castelul Pelişor                  | 1899 — 1903      | місто Сіная, повіт Прахова       | Проект чеського архітектора Карела Лімана                          | Колишня літня резиденція короля Фердинанд I та його дружини Марії.                                |